# 도도의 모험
도도의 모험은 ACSE에서 제작한 애니메이션 시리즈이다. 1995년 11월부터 1996년 9월 4일까지 Canal J에서 총 65화로 방영되었다.
대한민국에서는 KBS에서 열려라 꿈동산의 한 코너로 방영되었다.

## 등장인물
- 도도
- 개미